# Lambari D'Oeste
Lambari D'Oeste est une municipalité brésilienne située dans l'État du Mato Grosso.